# Hellsing
A Hellsing (ヘルシング; Herusingu; Hepburn: Herushingu) japán mangasorozat, amit Hirano Kóta (Kohta) írt és illusztrált. A sorozat a Young King Ours mangamagazinban mutatkozott be 1997-ben és 2008 szeptemberében fejeződött be. Az egyes fejezeteket tíz tankóbon kötetbe gyűjtve adta ki a Shonengahosha 1998 szeptembere és 2009 márciusa között. A Hellsing a rejtélyes és titkos Hellsing Szervezet harcát mutatja be vámpírok, gúlok és más természetfeletti szörnyek ellen, melyek Nagy-Britanniát fenyegetik. A kritikusok mind a manga, mind az OVA-feldolgozás kapcsán megjegyezték a túlzott erőszakot.
A manga több mint húsz országban jelent meg, Észak-Amerikában a Dark Horse Comics, Magyarországon a MangaFan gondozásában. 2001-ben Hirano egy előzménysorozat, a Hellsing: The Dawn fejezeteit kezdte el készíteni, ami a Young King Ours különszámaiban jelent meg és 2008 szeptemberéig hat fejezetet publikáltak.
A manga első animefeldolgozását a Gonzo készítette Iida Umanoszuke rendezésében. Bár a mangát veszi alapul, a történet Konaka Csiaki forgatókönyve szerinti, így jelentős eltéréseket tartalmaz, de a szereplők és megjelenésük változatlan maradt. Japánban 13 epizódon keresztül futott a Fuji TV-n 2001. október 10. és 2002. január 16. között. Az animesorozatot is több mint húsz országban bemutatták, Magyarországon elsőként az Animax vetítette 2008-ban.
A második animefeldolgozás, a Hellsing Ultimate OVA-formátumú és a Geneon készíttette. Ez már lényegesen jobban követi a manga cselekményét, mint az animesorozat. Az első epizód 2006. február 10-én jelent meg Japánban, míg a tizedik, befejező epizód 2012. december 26-án. Észak-Amerikában 2006 decembere és 2012 decembere között mind a tíz epizód kiadásra került.

## Cselekmény

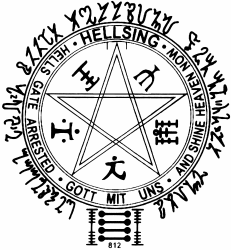
A Hellsing család szimbóluma, amely Alucard kesztyűjén is látható

A Hellsing világában a vámpírok és a szörnyek a világ minden táján fellelhetők fizikai valójukban. A többségük békésen élősködik az emberen, betartva az ősi szabályokat, minek köszönhetően láthatatlanul képesek elvegyülni az egyszerű halandók között. Ám ezen szabályokat nem mindegyikük tartja be, megölik és gúl rabszolgáikká teszik az embereket. Ezen incidensek megakadályozását a Vatikán, Jézus Krisztus római katolikus egyháza szent kötelességének tartja, és XIII. rendje, az Iscariot által szinte világméretű harcot folytat minden „tisztátalan” lény ellen. Nagy-Britannia azonban kívül esik a hatáskörükön, a szigetországban ezt a feladatot a Koronára és a hazára felesküdött, Hellsing nevű titkos szervezet vállalja magára.
A Hellsing szervezet a Királyi Protestáns Lovagrend köré szerveződött és a legendás Abraham Van Hellsing, Drakula gróf legyőzője hozta létre. A Hellsing család imádsága: „Isten nevében az élőholtak lelkei örök kárhozatra legyenek ítélve. Ámen.” A Hellsing küldetése, hogy elpusztítsa azokat, akik a királynőt vagy Britanniát veszélyeztetik, legyen az élőhalott vagy más természetfeletti gonosz erő. A szervezetet jelenleg Sir Integra Fairbrook Wingates Hellsing irányítja, aki gyermekkorában, apja halála után vette át a vezetést. Integra szemtanúja volt apja halálának, amely keménnyé és halálossá tette az ártatlan, félénk lányt. Integra védelmét élvezte a Hellsing család komornyikjának és korábbi ügynökének, Walter C. Dorneznek és Alucardnak, a legelső és legerősebb vámpírnak, aki hűséget esküdött a családnak, miután Van Hellsing száz évvel a történet kezdete előtt legyőzte. E félelmetes őrök mellé csatlakozik később egy rendőrlány, Seras Victoria, akit Alucard vámpírrá változtat.
Az élőhalottakat érintő incidensek súlyossága és gyakorisága Angliában és az egész világon növekedésnek indul. Integra felfedezi, hogy egy Millennium nevű náci csoport maradványait, ami a Harmadik Birodalmat készül feléleszteni egy zászlóaljnyi vámpír létrehozásával. A Millennium, a Hellsing és az Iscariot egy apokaliptikus, három oldalú háborúban csap össze Londonban, miközben a Millenium felfedi valódi célját: elpusztítani a vámpírurat, Alucardot és véget vetni egy második világháború alatt kezdődött viszálynak.

## A sorozat megszületése és az inspirációk
Hirano Kóta The Legends of Vampire Hunter című one-shot hentai mangája adta a Hellsing alapját, miután a hentai-jeleneteket eltávolította belőle. A mangában a Hellsing több szereplőjének korai változata is bemutatkozott, így Alucard, a Valentine fivérek (Luke és Jan Valentine) és Seras Victoria (Yuri Kate néven). A Hellsing egy másik előfutára a második világháborús témájú Hi-and-Low volt. A Hi-and-Low története főként egy pályaudvaron játszódik két női főszereplővel, akik erősen hasonlítanak Integra Hellsingre a Hellsingből és Takagi Jumikóra/Jumiére a Crossfire-ből. Integra Agent Barbarossa álnéven, Jumiko pedig Kamija Szaku néven szerepel. Mindketten a tengelyhatalmak kémjei és egymással versengenek a közös cél, a Barbarossa hadművelet sikeréért. Az egy fejezetet megért manga a Young King Ours egyik számában jelent meg nyomtatásban, mielőtt megszűnt volna a Hellsing javára.
A sorozat számos elemet tartalmaz a tizenkilencedik század végi és huszadik század eleji nyugati irodalomból. Olyan művekből merít, mint H. P. Lovecraft Cthulhuja és Bram Stoker Drakulája. A Hellsing szervezethez tartozó főszereplők egy részét a Miskatonic Egyetem Wilmarth Alapítványa inspirálta, mely szervezet szintén szörnyek és élőholtak ellen harcol Lovecraft világában. Integra középső neve (Wingates) az Árnyék az időn túlról (The Shadow Out of Time) című műből származik, a vámpírok protoplazmikus megjelenése pedig a Shoggoth nevű szörnyre hasonlít. A manga 4. kötete tartalmaz egy illusztrációt Alucardról, amelyen a Nyarlathotep egy klasszikus ábrázolására emlékeztet.
A „Hellsing” név Abraham van Helsing nevéből származik, és többször is utalás történik rá, hogy a sorozat ugyanazon az idővonalon játszódik, mint a Drakula regény vagy a Francis Ford Coppola-féle film. Alucard neve visszafelé olvasva Dracula.

## Médiamegjelenések

### Manga
A Hellsing mangasorozatot Hirano Kóta írta és illusztrálta. A sorozat a Young King Ours mangamagazinban mutatkozott be 1997-ben és a magazin 2008 novemberi számában (amelyet 2008. szeptember 30-án kezdtek értékesíteni) ért véget a 95. fejezettel. Az egyes fejezeteket tíz tankóbon kötetbe gyűjtve adta ki a Shonengahosha 1998 szeptembere és 2009. március 27. között.
A manga több mint húsz országban jelent meg, Észak-Amerikában a Dark Horse Comics jelentette meg 2003. december 3. és 2010. május 19. között. Franciaországban a Tonkam, Olaszországban a Dynit, Németországban a Planet Manga, Spanyolországban a Norma Editorial, Lengyelországban a Japonica Polonica Fantastica, Ausztráliában és Új-Zélandon a Madman Entertainment, míg Dániában és Svédországban a Mangismo publikálta.
Magyarországon a MangaFan gondozásában jelent meg magyar nyelven. Az első kötet 2008. április 18-án, a tizedik, befejező pedig 2011. december 18-án került piacra.

#### Crossfire
A Crossfire egy három fejezetes melléktörténet az Iscariot tagjairól. Heinkel Wolfe és Takagi Jumiko, egy orgyilkos és egy katolikus apáca történetét követi, akik az Iscariot szervezetnek dolgoznak. Magukat az „isteni büntetés földi ügynökeinek” hívják. Cameoszerephez jut még benne Alexander Anderson és Enrico Maxwell, az Iscariot feje is. Megjelenik még benne egy fegyverkereskedő is, aki Walter C. Dornezre emlékeztet. A három fejezet alatt Heinkel és Jumiko számos ellenféllel kerülnek szembe: iszlamista terroristákkal, kommunista forradalmárokkal és végül egy sötét pogány szektával.
Hirano Kóta a Crossfire-t melléktörténetként nem folytatta, de a Hellsing első három kötetében extra fejezetként megjelent. A Crossfire történetét egy dráma CD és a Hellsing Ultimate OVA 6. és 7. epizódja is feldolgozza.

#### Hellsing: The Dawn
2001-ben Hirano elkezdett publikálni egy előzménytörténetet Hellsing: The Dawn címmel a Young King Ours különszámaiban, és 2008 szeptemberéig hat fejezet jelent meg belőle. A The Dawn főszereplője a 14 éves Walter C. Dornez és a 14 éves lányként megjelenő Alucard. A Millennium műveleti bázisát támadják meg a Náci Németország által megszállt Lengyelországban 1944-ben, a varsói felkelés során. Annak ellenére, hogy bejelentették a folytatást a fő Hellsing manga befejezése utánra, azóta sem jelent meg belőle új fejezet. A The Dawn animációs formában egy háromrészes OVA-sorozatként, a Hellsing Ultimate 8., 9. és 10. epizódjával együtt jelent meg.

### Anime

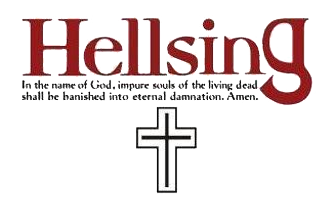
Az animesorozat logója

A manga első animefeldolgozását a Gonzo készítette Iida Umanoszuke rendezésében. Bár a mangát veszi alapul, a történet Konaka Csiaki forgatókönyve szerinti, így jelentős eltéréseket tartalmaz, de a szereplők és megjelenésük változatlan maradt. Japánban 13 epizódon keresztül futott a Fuji TV-n 2001. október 10. és 2002. január 16. között. Az animesorozatot is több mint húsz országban bemutatták, Észak-Amerikában a Geneon Entertainment forgalmazta és az Egyesült Államokban a Starz hálózat Encore televíziója vetítette 2003. október 4-től 2003. december 27-ig, Kanadában pedig a G4techTV Canada az Anime Current műsorblokkjában 2007-ben.
Magyarországon az animét az Animax tűzte műsorra 2008. október 25-től 2008. december 7-ig eredeti nyelven, magyar felirattal, majd 2008. december 13-tól már szinkronizálva került adásba. 2009 áprilisától az AXN Sci-Fi műsorán is látható volt.
A sorozatban két témazene hallható. A nyitótéma, a Logos naki World Isii Jaszusi szerzeménye, míg a zárótéma a Mr. Big Shine című dala.

### OVA-sorozatok
A Hellsing Ultimate (Japánban Hellsing) tízrészes OVA-sorozat a Satelight (1–4. epizód), a Madhouse (5–7. epizód) és a Graphinica (8–10. epizód) stúdiók animációs munkájával, a Geneon Entertainment gyártásában készült. Az egyenként 40-60 perces epizódok közül az első epizód 2006. február 10-én, míg a befejező, tizedik 2012. december 26-án jelent meg DVD-n. A hatodik OVA-epizódtól kezdődően DVD mellett Blu-ray-en is elérhetővé vált Japánban, míg az első öt rész Blu-ray-változata egy díszdobozos kiadásban került piacra 2010. október 22-én. Az Ultimate az animesorozattal ellentétben a manga cselekményét követi, így több benne az erőszak és a szexuális tartalom.
Az 1–5. epizód esetében mindegyik epizód végén más instrumentális dal szól, amelyet Macuo Hajato komponált és a Varsói Filharmonikus Zenekar játszott. A 6. és 7. epizód végi vokálokat a Suilen japán rockzenekar adja, címük Magnolia és Sinto-Site. A 8., 9. és 10. epizód nagyobb időközökkel jelent meg, mint az első hét epizód, de publikálták melléjük a The Dawn-ból készül három epizódos OVA-t is.
Észak-Amerikában az Hellsing Ultimate-et a Funimation Entertainment forgalmazza. Az első epizód 2006. december 5-én, az utolsó 2012 decemberében került kiadásra.

### Zenei lemezek
A Hellsing animesorozathoz két zenei CD-t adott ki a Geneon (Pioneer LDC) Isii Jaszusi számaival. A Hellsing Original Soundtrack: Raid 2001. november 22-én jelent meg, és 19 számot tartalmazott. 2003. július 1-jén egy újrakiadást is megért. A Hellsing Original Soundtrack: Ruins 22 újabb számot tartalmazott, 2002. február 22-én jelent meg, újrakiadása 2003. szeptember 16-án történt.
Macuo Hajato három zenei lemezt komponált a Hellsing Ultimate OVA-sorozathoz. A Hellsing OVA Original Soundtrack – BLACK DOG 17 számmal 2008. március 21-én került a boltokba. Az OVA 2008. február 22-én megjelent 4. epizódjához egy ráadás minilemezt mellékeltek, amely a Premium Disk – Warsaw Recording Selection címet viselte és 9 számot tartalmazott. A harmadik zenei lemez az 1–5. epizódot tartalmazó dobozos Blu-ray lemez mellékleteként jelent meg Nazi CD címmel, 13 „rendes” és 1 „titkos” számmal 2010. október 22-én. A Suilen vokál dalait az együttes jelentette meg The Dawn című mini-albumán 2009. december 23-án.

## Fogadtatás
2005-ben a Hellsing manga hatodik és hetedik kötete szerepelt a Diamond Comics Distributors listáján a 48 ez évben legjobban keresett mangakötet között az Egyesült Államokban. 2007 novemberében a kilencedik kötet a hónap tíz legjobban eladott mangakötetei között volt Japánban.
Zac Bertschy az Anime News Networktől úgy vélte, hogy a Hellsing az első igazi próbálkozás arra, hogy egy vámpírmanga valóban megpróbáljon ragaszkodni a klasszikus vámpírtörténetek alapjaihoz. „A Hellsing egy véráztatta tisztelgés minden előtt, amit szeretünk a romantikus élőhalottakban.” A sorozatot a legjobban szereplővezérelt horrorsorozatnak nevezte. Kiemelte, hogy a Hellsing, például a Vampire Princess Miyu sorozattal ellentétben, a szereplőkre fókuszál és olyan részletesen mutatja be hátterüket, amennyire csak lehetséges. Bertschy szerint ebben rejlik a Hellsing „szépsége”, hogy nemcsak „vérről és belekről” szól, hanem a drámaiság kellően komollyá teszi a történetet. Az animesorozat esetében bírálta az animációt, amely bár az első epizódokban „szépen animált és merész karakterdizájnú”, a későbbi epizódokban következetlenné válik. Az eltérő történetet úgy értékelte, hogy bár rossz irányt vesz, élvezhető marad mind a 13 epizódon keresztül. A T.H.E.M Anime Reviews kritikusa, Jason Bustard meglepően jónak találta az animesorozatot a Gonzo megelőző két sorozatával szemben: „Nincsenek ostoba szerelmi háromszögek, háremek, nincsenek mahó sódzso lányok és furcsa, buta nevű különleges támadások sem. Ez a sorozat a vámpírokról szól…” Bustard szerint a mecha és a fegyverek kedvelői élvezni fogják a sorozatot. A The Nihon Review dicsérte az anime légkörét, de kritizálta az „egyetemes vonzerő” hiányát és a cselekmény logikátlanságait.
A Hellsing Ultimate-et Michael Zupan (DVD Talk) a leghűségesebb mangaadaptációnak nevezte recenziójában. A kritikus szerint a túlzott mennyiségű öncélú erőszak ellenére a mangahű cselekmény, a kidolgozott hátterű szereplők és az Ultimate atmoszférája az animesorozaténál egy szélesebb rajongói réteget vonz. Felhívta viszont a figyelmet az animációban tapasztalható következetlenségekre is.
Az AnimeStars is kiemeli ismertetőjében a Hellsing rendkívüli erőszak-ábrázolását. A Hellsing család és az Iscariot közötti rivalizálást pedig az írországi katolikus-protestáns ellentéttel állítja párhuzamba. Dicsérte a sorozat vizuális és zenei világát.

## Fordítás
- Ez a szócikk részben vagy egészben  a   Hellsing című angol Wikipédia-szócikk ezen változatának fordításán alapul.  Az eredeti cikk szerkesztőit annak laptörténete sorolja fel. Ez a jelzés csupán a megfogalmazás eredetét és a szerzői jogokat jelzi, nem szolgál a cikkben szereplő információk forrásmegjelöléseként.
- Ez a szócikk részben vagy egészben  a   Hellsing című spanyol Wikipédia-szócikk ezen változatának fordításán alapul.  Az eredeti cikk szerkesztőit annak laptörténete sorolja fel. Ez a jelzés csupán a megfogalmazás eredetét és a szerzői jogokat jelzi, nem szolgál a cikkben szereplő információk forrásmegjelöléseként.